# Molare Leitfähigkeit
Die molare Leitfähigkeit {\displaystyle \Lambda _{\rm {m}}} ist die elektrische Leitfähigkeit in Elektrolyten bezogen auf die Ionenkonzentration bzw. Molarität. Da je nach ihrer chemischen Natur einige Ionen Strom besser leiten als andere, ist die molare Leitfähigkeit in wässrigen Lösungen charakteristisch für jede Ionenart und direkt proportional zu den Wanderungsgeschwindigkeiten der Ionen bei einer Elektrolyse.
Aus Kenntnis der molaren Grenzleitfähigkeiten kann man vorausberechnen, welche elektrische Leitfähigkeit bestimmte Salze in Wasser haben sollten.
Andersherum kann aus einer Leitfähigkeitsmessung die Konzentration einer Salz- bzw. Ionensorte bestimmt werden, solange bekannt ist, um welches Salz bzw. Ion es sich handelt. Dieses Verfahren wird etwa im Labor oder in der Aquaristik verwendet. In der Landwirtschaft und im Erwerbsgartenbau wird so die Nährstoff- und Düngemittelkonzentration im Bewässerungswasser und im Boden abgeschätzt.
Auch bei der Elektrolyse sind die molaren Grenzleitfähigkeiten einzelner Ionen wichtig: mit ihrer Kenntnis können die Wanderungsgeschwindigkeiten der Ionen berechnet werden. Außerdem lassen sich durch Leitfähigkeitsmessungen (Amperometrie) auch der Stoffumsatz, die Überführungszahlen oder die Art der entstehenden oder umgesetzten Ionen verfolgen.

## Definition
Je mehr Salzionen sich in einer wässrigen Lösung befinden, desto besser leitet sie den elektrischen Strom bzw. desto mehr nimmt ihr elektrischer Widerstand ab. Ein Widerstandswert für eine Elektrolytlösung, der nicht von der Elektrodengröße und -abstand abhängt, ist der spezifische Widerstand. Sein Kehrwert ist die elektrische Leitfähigkeit {\displaystyle \varkappa } (Einheit: {\displaystyle \Omega }−1 cm−1 = S/cm), die in nicht sehr konzentrierten Lösungen (bis ca. 1 Mol/Liter) direkt proportional der Salzkonzentration c in destilliertem Wasser ist:
{\displaystyle \varkappa =\mathrm {konst.} \cdot c}
Dividiert man nun die Leitfähigkeiten bei den jeweiligen Konzentrationen durch die jeweilige Konzentration, so erhält man als Proportionalitätsfaktor die molare Leitfähigkeit (Einheit: S·cm2/mol), die je nach chemischer Natur des Salzes noch leicht von der Konzentration abhängt:
{\displaystyle \Rightarrow \Lambda _{\rm {m}}(c):={\frac {\varkappa }{c}}}

## Molare Grenzleitfähigkeit
Trägt man die molare Leitfähigkeit verschiedener Salze in Abhängigkeit von der Wurzel der entsprechenden Konzentration in ein Koordinatensystem auf, so erhält man Geraden. Diese Beziehung für starke Ionen (Cl−, SO42−, Na+) ist als Kohlrausch'sches Quadratwurzelgesetz bekannt:
{\displaystyle \Lambda _{\mathrm {m} }(c)=\Lambda _{\mathrm {m} }^{0}-K\cdot {\sqrt {c}}}
({\displaystyle K}: Konstante).
Der Schnittpunkt einer dieser Geraden mit der Ordinate ist die molare Grenzleitfähigkeit {\displaystyle \Lambda _{0}=\Lambda _{\mathrm {m} }^{0}=\Lambda _{\mathrm {m} }(c\to 0)} bei unendlicher Verdünnung. Sie stellt eine charakteristische Konstante der jeweiligen Ionensorte dar.
Die molare Grenzleitfähigkeit eines Salzes setzt sich dabei wie folgt aus den Grenzleitfähigkeiten (Äquivalentleitfähigkeiten) {\displaystyle \Lambda _{0}^{+}} und {\displaystyle \Lambda _{0}^{-}} seiner einzelnen Ionen zusammen:
{\displaystyle \Lambda _{0}=\nu ^{+}\cdot \Lambda _{0}^{+}+\nu ^{-}\cdot \Lambda _{0}^{-}}
mit den stöchiometrischen Faktoren {\displaystyle \nu ^{+}} und {\displaystyle \nu ^{-}} der einzelnen Ionen entsprechend den Summenformeln. Auch bisher unbekannte Grenzleitfähigkeiten lassen sich somit durch Bildung der Summe bzw. der Differenz bekannter Grenzleitfähigkeiten ermitteln.
Zur Ermittlung der molaren Grenzleitfähigkeit von Einzelionen wird die molare Masse eines Salzes, einer Säure oder einer Base durch die Zahl der Ladungsträger (Ladungsaustauschzahl) des Ions dividiert (früher val), so dass Salze mit verschiedenen stöchiometrischen Faktoren – wie Natriumsulfat und Natriumchlorid – miteinander verglichen werden können.
Eine Verbesserung dieser Leitfähigkeitstheorie stellt die Debye-Hückel-Onsager-Theorie dar.
Für schwache Elektrolyte gilt das Ostwaldsche Verdünnungsgesetz.

### Beispiel zur Ermittlung
Für eine NaCl-Lösung ergibt sich anhand der unten angegebenen Tabelle eine molare Grenzleitfähigkeit von:
{\displaystyle \Lambda _{0}(\mathrm {NaCl} )=\mathrm {1\cdot 50,1\,{\frac {S\cdot cm^{2}}{mol}}+1\cdot 76,4\,{\frac {S\cdot cm^{2}}{mol}}=126,5\,{\frac {S\cdot cm^{2}}{mol}}} }
Nach dem Beispiel hat eine 0,01-molare Natriumchloridlösung {\displaystyle \left(c=\mathrm {0,01\,{\frac {mol}{Liter}}=0,01\,{\frac {mol}{1000\,cm^{3}}}} \right)} also etwa eine spezifische Leitfähigkeit von:
{\displaystyle \varkappa =126,5\,\mathrm {{\frac {S\cdot cm^{2}}{mol}}\cdot {\frac {0,01}{1000}}\,{\frac {mol}{cm^{3}}}=0,001265\,{\frac {S}{cm}}} }
Mit preisgünstigen Leitfähigkeitsmessgeräten lassen sich wässrige Lösungen schnell und einfach untersuchen.

### Zahlenwerte
| Kation    | Λ0+(S·cm2mol−1) |               | Anion | Λ0−(S·cm2mol−1) |
| --------- | --------------- | ------------- | ----- | --------------- |
| H+        | 349,8           |               | OH−   | 198,6           |
| Li+       | 38,7            | F−            | 55,4  |                 |
| Na+       | 50,1            | Cl−           | 76,4  |                 |
| K+        | 73,5            | Br−           | 78,1  |                 |
| Rb+       | 77,8            | I−            | 76,8  |                 |
| Cs+       | 77,3            | NO3−          | 71,5  |                 |
| Ag+       | 61,9            | ClO3−         | 64,6  |                 |
| NH4+      | 73,4            | ClO4−         | 67,4  |                 |
| N(C2H5)4+ | 32,4            | HCO3−         | 44,5  |                 |
| 1/2 Mg2+  | 53,1            | HCOO−         | 54,6  |                 |
| 1/2 Ca2+  | 59,5            | CH3COO−       | 40,9  |                 |
| 1/2 Ba2+  | 63,6            | 1/2 SO42−     | 80,0  |                 |
| 1/2 Cu2+  | 53,6            | 1/2 CO32−     | 69,3  |                 |
| 1/3 La3+  | 69,7            | 1/3 Fe(CN)63− | 100,9 |                 |
| 1/3 Ce3+  | 69,8            | 1/2 (C2O4)2−  | 74,2  |                 |

Die Grenzleitfähigkeitswerte der Ionenarten können aus deren Ionenbeweglichkeiten v errechnet werden.
Siehe Ionenbeweglichkeit und die dort tabellierten Werte für 25 °C.

### Ermittlung von Überführungszahlen
Bei einer Elektrolyse wandern einige Ionen sehr schnell (z. B. H+, OH−), andere dagegen recht langsam (Li+, CH3COO−). Eine hohe Wanderungsgeschwindigkeit ist gleichbedeutend mit einer hohen Überführungszahl des Ions, die sich aus der Grenzleitfähigkeit ermitteln lässt:
{\displaystyle {\begin{alignedat}{2}\Lambda _{0}&=\nu ^{+}\cdot \Lambda _{0}^{+}&&+\nu ^{-}\cdot \Lambda _{0}^{-}\\\Leftrightarrow 1&=\underbrace {\nu ^{+}\cdot {\frac {\Lambda _{0}^{+}}{\Lambda _{0}}}} _{t_{+}}&&+\underbrace {\nu ^{-}\cdot {\frac {\Lambda _{0}^{-}}{\Lambda _{0}}}} _{t_{-}}\end{alignedat}}}
mit
- der Überführungszahl {\displaystyle t_{+}} von Kationen
- der Überführungszahl {\displaystyle t_{-}} von Anionen.

Durch verschiedene Wanderungsgeschwindigkeiten können sich bei einer Elektrolyse in einem Elektrodenraum bestimmte Ionen stärker ansammeln als im anderen Elektrodenraum. Dies lässt sich durch Leitfähigkeitsmessungen überprüfen.